# 2201
Năm 2201. Trong lịch Gregory, nó sẽ là năm thứ 2201 của Công nguyên hay của Anno Domini; năm thứ 201 của thiên niên kỷ thứ 3 và năm thứ nhất của thế kỷ 23; và năm thứ hai của thập niên 2200.